# Città di Teramo 1913
Maillots
La Città di Teramo 1913 est un club italien de football basé à Teramo, chef-lieu de la province de Teramo, dans la région des Abruzzes. Fondé en 1929 sous la dénomination Associazione Sportiva Teramo, le club a connu plusieurs faillites et dissolutions.
Le club joue ses matchs à domicile au Stade Gaetano Bonolis, doté de 7 498 spectateurs.

## Histoire du club

### Historique
- 1913 - fondation du club sous le nom de Teramo Calcio

Ancien logo.

Ancien logo.

- 2015 - Le club est promu en Série B pour la première fois de son histoire, toutefois cette promotion est annulée pour cause de matchs truqués.
- 2022 - Exclusion du football italien par la FIGC

### Histoire
Entre 1929 et 2008, le club évolue au Stade communal de Teramo, avant d'emménager au Stade Gaetano Bonolis.

## Palmarès
- Série C (1) : 2015 (titre annulé pour cause de matchs truqués)

## Changements de nom
- 1929-1930 : Associazione Sportiva Teramo
- 1930-1932 : Associazione Sportiva Società Ginnastica Gran Sasso Teramo
- 1932-1936 : Società Sportiva Gran Sasso
- 1936-1939 : Associazione Polisportiva Interamnia
- 1939-1944 : Società Sportiva Interamnia
- 1944-1945 : Società Calcistica Interamnia
- 1945-1946 : Libertas Teramo
- 1946-1948 : Società Sportiva Teramo
- 1948-1955 : Associazione Sportiva Teramo
- 1955-1957 : Società Sportiva Teramo
- 1957-1958 : Associazione Sportiva Teramo
- 1958-1973 : Unione Sportiva Teramo
- 1973-2008 : Teramo Calcio
- 2008-2009 : Società Sportiva Dilettantistica Real Teramo
- 2009-2012 : Società Sportiva Dilettantistica Teramo Calcio
- 2012-2022 : Società Sportiva Teramo Calcio
- 2022- : Società Sportiva Dilettantistica Città di Teramo 1913